# Stierneld
Stierneld är en utdöd svensk adelsätt.
Ätterna Stierneld delar ursprung med ätten Eldstierna och de härstammar båda från en fogde Lars på Händelö, vars troliga patronymikon var Björnsson (död 1657). En av dennes söner, tulltjänstemannen Samuel Larsson Eld (1637-1716), adlades den 29 november 1694 under namnet Stierneld och introducerades på Riddarhuset 1697. Den adliga ätten Stierneld utdog på svärdssidan 1857 och på spinnsidan 1883.
En sonson till den ovannämnde Samuel Larsson Eld, fältmarskalken Samuel Gustaf Stierneld (1700-1775), upphöjdes den 21 november 1751 till friherre och introducerades som sådan 1752. Denna friherrliga ätt utdog på svärdssidan 1868 och på spinnsidan 1916.
I äldre genealogier (till exempel Gabriel Anreps ättartavlor) antogs ätterna Stierneld och Eldstierna härstamma från Erik XIV:s son Gustav och dennes föregivna älskarinna eller hustru Brita Karth. Dessa uppgifter, vilka stammar från den kände historieförfalskaren Adolf Ludvig Stierneld, har redan med början 1869 avfärdats av ett flertal historiker och genealoger (se artikeln om Brita Karth för närmare beskrivning härav).